# ГЕС Xuēchéng
ГЕС Xuēchéng (薛城水电站) — гідроелектростанція у центральній частині Китаю в провінції Сичуань. Знаходячись між ГЕС Gānbǎo (34 МВт, вище по течії) та ГЕС Gǔchéng, входить до складу каскаду на річці Загунао, правій притоці Міньцзян, котра в свою чергу є лівою притокою Дзинші (верхня течія Янцзи).
В межах проекту річку перекрили бетонною гравітаційною греблею висотою 24 метра та довжиною 117 метрів, яка утримує невелике водосховище з об'ємом 1148 тис. м3 (корисний об'єм 643 тис. м3) та припустимим коливання рівня поверхні між позначками 1704 та 1709,5 метра НРМ.
Зі сховища через правобережний гірський масив прокладено дериваційний тунель довжиною 5,2 км з перетином 6,8х8,4 метра, котрий переходить у напірний водовід довжиною 0,35 км з діаметром 5,2 метра. В системі також працює вирівнювальний резервуар висотою 99 метрів з діаметром 14 метрів.
Основне обладнання станції становлять три турбіни потужністю по 46 МВт, встановлені на позначці 1545 метрів НРМ. Вони забезпечують виробництво 580 млн кВт-год електроенергії на рік.